# Dialog strukturalny
Dialog strukturalny – uchwalony na szczycie Rady Europejskiej w Kopenhadze w 1993 r. dialog strukturalny jest częścią strategii przybliżenia do UE stowarzyszonych z nią państw → Europy Środkowej i Wschodniej. Polega on m.in. na regularnych spotkaniach szefów państw i rządów oraz spotkaniach ministrów.